# Équipe du Sénégal de football à la Coupe du monde 2002
L'équipe du Sénégal de football s'est qualifiée pour la Coupe du monde 2002 organisée en Corée du Sud et au Japon. Cette qualification pour une phase finale de Coupe du monde de football est la première de l'histoire du Sénégal.
L'équipe fait une entrée remarquée en gagnant 1 à 0 le match d'ouverture de la Coupe du monde contre l'équipe de France, championne du monde sortante. Elle obtient ensuite deux matchs nul contre le Danemark puis l'Uruguay.
En huitième de finale, le Sénégal bat 2 buts à 1 la Suède sur un but en or au cours de la prolongation. Les Lions retrouvent ensuite la Turquie en quart de finale pour un match plus défensif qui affiche 0 - 0 à la fin du temps réglementaire malgré les nombreuses occasions. Après seulement 3 minutes de prolongation, İlhan Mansız met fin au rêve sénégalais en marquant un superbe but en or.

## Qualifications
Les qualifications se déroulent du 9 avril 2000 au 21 juillet 2001. Au premier tour, le Sénégal sort le Bénin sur une confrontation aller-retour (1-1, 1-0).
Au tour final, le Sénégal est placé dans le groupe 3, en compagnie du Maroc (qualifié en 1998), de l'Algérie, de l'Égypte et de la modeste Namibie. Les Lions commencent par trois matchs nuls face à leurs principaux adversaires : 1-1 en Algérie, 0-0 face à l'Égypte et 0-0 au Maroc. Ils se reprennent ensuite avec deux larges victoires à domicile face à la Namibie (4-0) et à l'Algérie (3-0). Après une défaite en Égypte, les deux derniers matchs, disputés en juillet 2001, sont décisifs.
Le 14 juillet, le Sénégal est dans l'obligation de s'imposer face au Maroc qui compte six points d'avance avec un match de plus. Il gagne 1-0 sur un but d'El-Hadji Diouf.
Une semaine plus tard, les Lions doivent battre la Namibie pour s'assurer de devancer le Maroc. Cette victoire doit être suffisamment large pour se prémunir d'une éventuelle victoire de l'Égypte en Algérie. Ils s'imposent finalement 5-0 tandis que l'Égypte est tenue en échec par l'Algérie (1-1). Le Sénégal termine ainsi premier du groupe, à égalité de points avec le Maroc mais avec une meilleure différence de buts (+12 contre +5).

### Premier tour
| 1er tour aller | Bénin                           | 1 – 1 | Sénégal                                                              |                                                                  |                                                                  |
| 9 avril 2000   | Okétola 33e · Teno · Amadou 85e | (1-1) | 15e M. Ndiaye · O. Diop · Fall · M. Ndiaye · M. Cissé · 85e M. Badji | Stade de l'Amitié, Cotonou Arbitrage : Olufemi Orimison Olaniyan | Stade de l'Amitié, Cotonou Arbitrage : Olufemi Orimison Olaniyan |

| 1er tour retour     | Sénégal                     | 1 – 0   | Bénin                                          |                                                          |                                                          |
| 23 avril 2000 16h30 | Cheikh Sidy Ba 63e · Fadiga | (0 – 0) | · Lamidi · Abbey · Phillipe · Besson · Okétola | Stade Léopold Sédar Senghor, Dakar Arbitrage : Seydou Ba | Stade Léopold Sédar Senghor, Dakar Arbitrage : Seydou Ba |

### Tour final
| Rang | Équipe  | Pts | J | G | N | P | Bp | Bc | Diff |  | Résultats (▼ dom., ► ext.) |     |     |     |     |     |
| ---- | ------- | --- | - | - | - | - | -- | -- | ---- |  | -------------------------- | --- | --- | --- | --- | --- |
| 1    | Sénégal | 15  | 8 | 4 | 3 | 1 | 14 | 2  | +12  |  | Sénégal                    |     | 1-0 | 0-0 | 3-0 | 4-0 |
| 2    | Maroc   | 15  | 8 | 4 | 3 | 1 | 8  | 3  | +5   |  | Maroc                      | 0-0 |     | 1-0 | 2-1 | 3-0 |
| 3    | Égypte  | 13  | 8 | 3 | 4 | 1 | 16 | 7  | +9   |  | Égypte                     | 1-0 | 0-0 |     | 5-2 | 8-2 |
| 4    | Algérie | 8   | 8 | 2 | 2 | 4 | 11 | 14 | -3   |  | Algérie                    | 1-1 | 1-2 | 1-1 |     | 1-0 |
| 5    | Namibie | 2   | 8 | 0 | 2 | 6 | 3  | 26 | -23  |  | Namibie                    | 0-5 | 0-0 | 1-1 | 0-4 |     |

| 16 juin 2000 | Algérie          | 1 – 1 | Sénégal       |                                                              |                                                              |
|              | Saïfi 27e (pen.) | (1-1) | 16e P.S. Diop | Stade du 19-Mai-1956, Annaba Arbitrage : Sidi Békaye Magassa | Stade du 19-Mai-1956, Annaba Arbitrage : Sidi Békaye Magassa |

| 9 juillet 2000 | Sénégal | 0 – 0 | Égypte |                                                              |                                                              |
|                |         | (0-0) |        | Stade Léopold Sédar Senghor, Dakar Arbitrage : Lim Kee Chong | Stade Léopold Sédar Senghor, Dakar Arbitrage : Lim Kee Chong |

| 24 février 2001 | Maroc | 0 – 0 | Sénégal |                                                                       |                                                                       |
|                 |       | (0-0) |         | Complexe sportif Moulay-Abdallah, Rabat Arbitrage : Felix Tangawarima | Complexe sportif Moulay-Abdallah, Rabat Arbitrage : Felix Tangawarima |

| 10 mars 2001 | Sénégal                        | 4 – 0 | Namibie |                                                                   |                                                                   |
|              | Diouf 24e 44e 52e · Camara 64e | (2-0) |         | Stade Léopold Sédar Senghor, Dakar Arbitrage : Hailemalak Tessema | Stade Léopold Sédar Senghor, Dakar Arbitrage : Hailemalak Tessema |

| 21 avril 2001 | Sénégal          | 3 – 0 | Algérie |                                                                   |                                                                   |
|               | Diouf 2e 47e 75e | (1-0) |         | Stade Léopold Sédar Senghor, Dakar Arbitrage : Abdelhamid Selmani | Stade Léopold Sédar Senghor, Dakar Arbitrage : Abdelhamid Selmani |

| 6 mai 2001 | Égypte          | 1 – 0 | Sénégal      |                                                              |                                                              |
|            | Mido 48e · Saïd | (0-0) | · 59e Fadiga | Stade international, Le Caire Arbitrage : Lucien Bouchardeau | Stade international, Le Caire Arbitrage : Lucien Bouchardeau |

| 14 juillet 2001 | Sénégal   | 1 – 0 | Maroc |                                                                 |                                                                 |
|                 | Diouf 17e | (1-0) |       | Stade Léopold Sédar Senghor, Dakar Arbitrage : Petros Mathabela | Stade Léopold Sédar Senghor, Dakar Arbitrage : Petros Mathabela |

| 21 juillet 2001 | Namibie | 0 – 5 | Sénégal                                                             |                                   |                                   |
|                 |         | (0-3) | 15e 30e Thiaw · 23e Diouf · 79e Fadiga · 81e M. Ndiaye · , 66e Sarr | Stade de l'Indépendance, Windhoek | Stade de l'Indépendance, Windhoek |

### Statistiques

#### Buteurs
Sept sénégalais marquent au moins un but durant les qualifications. El-Hadji Diouf est le meilleur buteur des lions, avec huit buts dont deux triplés face à la Namibie et l'Algérie.
| Buts | Joueurs                                                         |
| ---- | --------------------------------------------------------------- |
| 8    | El-Hadji Diouf                                                  |
| 2    | Moussa N'Diaye, Pape Thiaw                                      |
| 1    | Cheikh Sidy Ba, Henri Camara, Pape Seydou Diop, Khalilou Fadiga |

## Maillot
| Couleurs | Jaune, vert et blanc |
| Marque   | Le coq sportif       |
| Domicile | Extérieur            |

## Compétition

### Effectif
La liste des vingt-trois joueurs sélectionnés pour le mondial 2002.
| Numéro / Nom       | Numéro / Nom           | Club              | Date de naissance | J.              | Buts            |                 |                 |                 |
| Gardiens de but    | Gardiens de but        | Gardiens de but   | Gardiens de but   | Gardiens de but | Gardiens de but | Gardiens de but | Gardiens de but | Gardiens de but |
| ------------------ | ---------------------- | ----------------- | ----------------- | --------------- | --------------- | --------------- | --------------- | --------------- |
| 1                  | Tony Sylva             | AS Monaco         | 17.05.1975        | 5               | 0               | 0               | 0               | 0               |
| 16                 | Omar Diallo            | OCK Khouribga     | 28.09.1972        | 0               | 0               | 0               | 0               | 0               |
| 22                 | Kalidou Cissokho       | ASC Jeanne d'Arc  | 14.12.1972        | 0               | 0               | 0               | 0               | 0               |
| Défenseurs         |                        |                   |                   |                 |                 |                 |                 |                 |
| 2                  | Omar Daf               | FC Sochaux        | 12.02.1977        | 5               | 0               | 2               | 0               | 0               |
| 4                  | Pape Malick Diop       | FC Lorient        | 29.12.1974        | 5               | 0               | 0               | 0               | 0               |
| 5                  | Alassane N'Dour        | AS Saint-Étienne  | 12.12.1981        | 1               | 0               | 0               | 0               | 0               |
| 6                  | Aliou Cissé cap.       | Montpellier HSC   | 24.03.1976        | 4               | 0               | 2               | 0               | 0               |
| 13                 | Lamine Diatta          | Stade rennais     | 02.07.1975        | 5               | 0               | 0               | 0               | 0               |
| 17                 | Ferdinand Coly         | RC Lens           | 10.09.1973        | 5               | 0               | 2               | 0               | 0               |
| 21                 | Habib Beye             | RC Strasbourg     | 19.10.1977        | 3               | 0               | 1               | 0               | 0               |
| Milieux de terrain |                        |                   |                   |                 |                 |                 |                 |                 |
| 19                 | Papa Bouba Diop        | RC Lens           | 28.01.1978        | 5               | 3               | 1               | 0               | 0               |
| 3                  | Pape Sarr              | RC Lens           | 07.12.1977        | 1               | 0               | 0               | 0               | 0               |
| 10                 | Khalilou Fadiga        | AJ Auxerre        | 30.12.1974        | 4               | 1               | 2               | 0               | 0               |
| 12                 | Amdy Faye              | AJ Auxerre        | 12.03.1977        | 2               | 0               | 0               | 0               | 0               |
| 14                 | Moussa N'Diaye         | CS Sedan-Ardennes | 20.02.1979        | 3               | 0               | 0               | 0               | 0               |
| 15                 | Salif Diao             | CS Sedan-Ardennes | 10.02.1977        | 3               | 1               | 1               | 0               | 1               |
| 20                 | Sylvain N'Diaye        | Lille OSC         | 25.06.1976        | 0               | 0               | 0               | 0               | 0               |
| 23                 | Amadou Makhtar N'Diaye | Stade rennais     | 31.12.1981        | 0               | 0               | 0               | 0               | 0               |
| Attaquants         |                        |                   |                   |                 |                 |                 |                 |                 |
| 7                  | Henri Camara           | CS Sedan-Ardennes | 10.05.1977        | 4               | 2               | 1               | 0               | 0               |
| 8                  | Amara Traore           | FC Gueugnon       | 25.09.1965        | 0               | 0               | 0               | 0               | 0               |
| 9                  | Souleymane Camara      | AS Monaco         | 22.12.1982        | 1               | 0               | 0               | 0               | 0               |
| 11                 | El Hadji Diouf         | RC Lens           | 15.01.1981        | 5               | 0               | 1               | 0               | 0               |
| 18                 | Pape Thiaw             | FC Lausanne-Sport | 05.02.1981        | 1               | 0               | 1               | 0               | 0               |
| Sélectionneur      |                        |                   |                   |                 |                 |                 |                 |                 |
|                    | Bruno Metsu            |                   | 28.01.1954        |                 |                 |                 |                 |                 |

### Premier tour
Le Sénégal remporte son premier match en coupe du monde face aux Français, tenants du titre (1-0). Les Lions obtiennent ensuite deux matchs nuls, face au Danemark (1-1) et l'Uruguay (3-3) et terminent à la deuxième place du groupe A.
| Classement final |          |     |   |   |   |   |    |    |      |
|                  | Équipe   | Pts | J | G | N | P | BP | BC | Diff |
| 1                | Danemark | 7   | 3 | 2 | 1 | 0 | 5  | 2  | +3   |
| 2                | Sénégal  | 5   | 3 | 1 | 2 | 0 | 5  | 4  | +1   |
| 3                | Uruguay  | 2   | 3 | 0 | 2 | 1 | 4  | 5  | -1   |
| 4                | France   | 1   | 3 | 0 | 1 | 2 | 0  | 3  | -3   |

| 31 mai   | Sénégal  | 1 | 0 | France  |
| 1er juin | Danemark | 2 | 1 | Uruguay |
| 6 juin   | Danemark | 1 | 1 | Sénégal |
| 6 juin   | Uruguay  | 0 | 0 | France  |
| 11 juin  | Danemark | 2 | 0 | France  |
| 11 juin  | Sénégal  | 3 | 3 | Uruguay |

#### France-Sénégal
| 31 mai 2002                         | France | 0 - 1   | Sénégal                                                                                   | Stade de la Coupe du monde, Séoul            |                                              |
| 20 h 30 · Historique des rencontres | · Petit 47e | (0 - 1) | 30e PB Diop                                                                               | Spectateurs : 62 561 Arbitrage : Ali Bujsaim | Spectateurs : 62 561 Arbitrage : Ali Bujsaim |
| 20 h 30 · Historique des rencontres | Barthez - Thuram, Leboeuf, Desailly , Lizarazu - Petit, Vieira, Wiltord (D. Cissé, 81e), Djorkaeff (Dugarry, 60e) - Henry, Trezeguet | Équipes | Sylva - PM Diop, Diatta, Daf, Coly - A. Cissé , Fadiga, M. N'Diaye, Diao, PB Diop - Diouf | Spectateurs : 62 561 Arbitrage : Ali Bujsaim | Spectateurs : 62 561 Arbitrage : Ali Bujsaim |

#### Danemark-Sénégal
| 6 juin 2002                         | Danemark | 1 - 1   | Sénégal | Stade de Daegu, Daegu                          |                                                |
| 15 h 30 · Historique des rencontres | Tomasson 16e (pen.) · Sand 7e · Tomasson 20e · Helveg 82e · Poulsen 84e                                                                                   | (1 - 0) | 52e Diao · 10e Fadiga · 62e Diao · 80e Diao                                                                                      | Spectateurs : 43 500 Arbitrage : Carlos Batres | Spectateurs : 43 500 Arbitrage : Carlos Batres |
| 15 h 30 · Historique des rencontres | Sorensen - Laursen, Henriksen, Helveg, Heintze - Tofting, Grønkjær (Jorgensen, 50e), Gravesen (Poulsen 62e), Sand - Tomasson, Rommedahl (Lovenkrands 89e) | Équipes | Sylva - PM Diop , Diatta, Daf, Coly - M. N'Diaye (S. Camara 46e (Beye 83e)), Diao, PB Diop, Fadiga - Sarr (H. Camara 46e), Diouf | Spectateurs : 43 500 Arbitrage : Carlos Batres | Spectateurs : 43 500 Arbitrage : Carlos Batres |

#### Sénégal-Uruguay
| 11 juin 2002                        | Sénégal | 3 - 3   | Uruguay | Stade de la Coupe du monde, Suwon             |                                               |
| 15 h 30 · Historique des rencontres | Fadiga 20e (pen.) · PB. Diop 26e 38e · H. Camara 2e · Daf 4e · Coly 39e · PB. Diop 69e · Diouf 82e · Fadiga 87e · Beye 87e               | (3 - 0) | 46e Morales · 69e Forlán · 88e (pen.) Recoba · 8e Romero · 19e Carini · 35e Garcia · 40e Rodriguez · 82e Montero                      | Spectateurs : 33 681 Arbitrage : Jan Wegereef | Spectateurs : 33 681 Arbitrage : Jan Wegereef |
| 15 h 30 · Historique des rencontres | (Rapport) |         | | Spectateurs : 33 681 Arbitrage : Jan Wegereef | Spectateurs : 33 681 Arbitrage : Jan Wegereef |
| 15 h 30 · Historique des rencontres | Sylva - PM Diop, Diatta, Daf, Coly (Beye 63e) - Alassane N'Dour (Faye 76e ), Cissé , PB Diop - Fadiga, H. Camara (M. N'Diaye 67e), Diouf | Équipes | Carini - Lembo, Montero, Sorondo (Regueiro 32e) - Rodriguez, Garcia, Romero (Morales 46e), Recoba, Varela - Silva, Abreu (Forlán 46e) | Spectateurs : 33 681 Arbitrage : Jan Wegereef | Spectateurs : 33 681 Arbitrage : Jan Wegereef |

### Huitième de finale

#### Suède - Sénégal
| 16 juin 2002                      | Suède | 1 - 2 a. p. ·  | Sénégal                                                                                         | Oita Stadium, Ōita                             |                                                |
| 15:30 · Historique des rencontres | Larsson 11e | (1 - 1, 1 - 1) | 37e, 104e H. Camara · 73e Coly · 94e Thiaw                                                      | Spectateurs : 39 747 Arbitrage : Ubaldo Aquino | Spectateurs : 39 747 Arbitrage : Ubaldo Aquino |
| 15:30 · Historique des rencontres | (Rapport) |                |                                                                                                 | Spectateurs : 39 747 Arbitrage : Ubaldo Aquino | Spectateurs : 39 747 Arbitrage : Ubaldo Aquino |
| 15:30 · Historique des rencontres | Hedman - Mellberg, Mjällby, Jakobsson, Lucic - Alexandersson (Ibrahimovic 76e), M. Svensson (Mattias Jonson 100e), Linderoth, A. Svensson - Allbäck (Andersson 65e), Larsson | Équipes        | Sylva - PM Diop (Beye 66e), Diatta, Daf, Coly - Faye, Cissé , PB Diop - H. Camara, Diouf, Thiaw | Spectateurs : 39 747 Arbitrage : Ubaldo Aquino | Spectateurs : 39 747 Arbitrage : Ubaldo Aquino |

### Quart de finale

#### Sénégal - Turquie
| 22 juin 2002                      | Sénégal                                                                               | 0 - 1 a. p. ·  | Turquie | Nagai Stadium, Osaka                        |                                             |
| 20:30 · Historique des rencontres | · Daf 12e · Cissé 63e                                                                 | (0 - 0, 0 - 0) | 94e İlhan · 22e Belozoglu · 87e Mansiz                                                                             | Spectateurs : 44 233 Arbitrage : Óscar Ruiz | Spectateurs : 44 233 Arbitrage : Óscar Ruiz |
| 20:30 · Historique des rencontres | (Rapport)                                                                             |                | | Spectateurs : 44 233 Arbitrage : Óscar Ruiz | Spectateurs : 44 233 Arbitrage : Óscar Ruiz |
| 20:30 · Historique des rencontres | Sylva - PM Diop, Diatta, Daf, Coly - Diao, Cissé , PB Diop - Fadiga, H. Camara, Diouf | Équipes        | Rüştü - Ergün, Bülent, Alpay, Fatih - Tugay, Emre (Arif 91e), Hasan Şaş, Baştürk, Davala - Hakan Şükür (İlhan 67e) | Spectateurs : 44 233 Arbitrage : Óscar Ruiz | Spectateurs : 44 233 Arbitrage : Óscar Ruiz |

### Statistiques

#### Buteurs
Quatre sénégalais marquent au moins un but durant la compétition. Papa Bouba Diop, qui a inscrit le premier but de l'histoire du Sénégal en coupe du monde, est le meilleur buteur des lions avec trois buts.
| Buts | Joueurs                     |
| ---- | --------------------------- |
| 3    | Papa Bouba Diop             |
| 2    | Henri Camara                |
| 1    | Salif Diao, Khalilou Fadiga |